# Comté de Newton (Missouri)
Pour les articles homonymes, voir Newton et Comté de Newton.
Le comté de Newton (en anglais : Newton County) est un comté du Missouri aux États-Unis. Le siège du comté se situe à Neosho. Le comté fut créé en 1838 et nommé en hommage au soldat Sgt. John Newton.  Au recensement de 2004, la population était constituée de 54.775 individus. 

## Géographie
Selon le bureau du recensement des États-Unis, le comté totalise une surface 1.623 km² dont 1 km² d’eau. 

### Comtés voisins
- Comté de Jasper (Missouri)  (nord)
- Comté de Lawrence (Missouri)  (nord-est)
- Comté de Barry (Missouri)  (sud-est)
- Comté de McDonald (Missouri)  (sud)
- Comté d'Ottawa (Oklahoma)  (ouest)
- Comté de Cherokee (Kansas)  (nord-ouest)

### Routes principales
- U.S. Route 60
- U.S. Route 71
- Missouri Route 43
- Missouri Route 59
- Missouri Route 86
- Missouri Route 175

## Démographie
Selon le recensement de 2000, sur les 52.636 habitants, on retrouvait 20.140 ménages et 14.742 familles dans le comté. La densité de population était de 34 habitants par km² et la densité d’habitations (21.897 au total)  était de 14 habitations par km². La population était composée de 93,26 % de blancs, de 0,59 %  d’afro-américains, de 2,23 % d’amérindiens et de 0,32 % d’asiatiques.
33,10 % des ménages avaient des enfants de moins de 18 ans, 60,5 % étaient des couples mariés. 26,3 % de la population avait moins de 18 ans, 8,7 % entre 18 et 24 ans, 27,1 % entre 25 et 44 ans, 23,8 % entre 45 et 64 ans et 14,0 % au-dessus de 65 ans. L’âge moyen était de 37 ans. La proportion de femmes était de 100 pour 95,6 hommes.
Le revenu moyen d’un ménage était de 35 041 dollars.

## Villes et cités
| - Cliff Village - Dennis Acres - Diamond - Fairview - Granby - Grand Falls Plaza | - Hornet - Jollification - Joplin - Leawood - Loma Linda - Midway | - Monark Springs - Neosho - Newtonia - Racine - Redings Mill - Ritchey | - Saginaw - Seneca - Shoal Creek Drive - Shoal Creek Estates - Silver Creek - Spring City | - Stark City - Stella - Sunnyvale - Tipton Ford - Wanda - Wentworth |